# Amy Beach
Amy Marcy Beach (rojena Amy Marcy Cheney), ameriška pianistka in skladateljica, * 5. september 1867, Henniker, New Hampshire, † 27. december 1944, New York.
Amy Beach je prva Američanka, ki je napisala simfonijo in ena izmed redkih žensk, ki je v tedanjem času posegla v sicer moško domeno glasbene kompozicije. V mladosti je veljala za čudežnega otroka. Večino svojih skladb je objavila pod imenom Mrs. H.H.A. Beach.